# فردریک گارفیلد گیلمور
فردریک گارفیلد گیلمور (انگلیسی: Frederick Garfield Gilmore; ۲۲ مهٔ ۱۸۸۷ – ۱۷ مارس ۱۹۶۹) بوکسور اهل ایالات متحده آمریکا بود.